# Yevgraf Stepánovich Fiódorov
Yevgraf Stepánovich Fiódorov (del ruso: Евгра́ф Степа́нович Фёдоров) (nacido el 10 de diciembrejul./ 22 de diciembre de 1853greg. y fallecido el 21 de mayo de 1919) fue un matemático, cristalógrafo y mineralogista ruso.

## Biografía
Yevgraf Fiódorov nació en Oremburgo en el sur de Rusia, aunque posteriormente la familia se mudó a San Petersburgo. Su padre era ingeniero topográfico. Desde los 15 años, Yevgraf se interesó profundamente por la teoría de los politopos, que posteriormente sería el tema principal de sus investigaciones.
Fiódorov se graduó con honores de la Escuela de Minas de San Petersburgo (Instituto Gorny), en la que fue admitido a la edad de 26 años. En 1895, ingresó en el Instituto de Agricultura de Moscú (actual Academia Timiriázev) como profesor de geología. 
Fiódorov publicó dos obras, en 1879 y 1891, en las cuales propuso una clasificación de los politopos. En 1885, Fiódorov identificó cinco familias de politopos capaces de pavimentar el espacio con la única ayuda de las traslaciones (sin rotación ni reflexión): el paralelepípedo, el octaedro truncado, el dodecaedro rómbico, el dodecaedro rómbico elongado y el prisma hexagonal. Estos son los politopos de Fiódorov.
Desarrolló la platina universal (o platina de Fiódorov) para microscopios de luz polarizada, una herramienta para cristalografía que permite estudiar una muestra mineral bajo ángulos precisos de inclinación y rotación, facilitando el análisis de las estructuras cristalinas.
Fiódorov murió de neumonía en 1919 durante la guerra civil rusa en Petrogrado, RSFSR.

## Obra

### Algunas publicaciones
- Basics of Polytopes (de 1879, publicada en 1885.
- The Symmetry of Regular Systems of Figures, 1891.[4]
- The Theodolite Method in Mineralogy and Petrography, 1893.[5]